# Bitwa pod Ladami
Bitwa pod Ladami – walki polskiego 16 pułku piechoty mjr. Karola Weissa de Helmenau z oddziałami sowieckiej 17 Dywizji Strzelców w czasie lipcowej ofensywy Frontu Zachodniego Michaiła Tuchaczewskiego w okresie wojny polsko-bolszewickiej.

## Sytuacja ogólna
W pierwszej dekadzie lipca przełamany został front polski nad Autą, a wojska Frontu Północno-Wschodniego gen. Stanisława Szeptyckiego cofały się pod naporem ofensywy Michaiła Tuchaczewskiego.
W nocy z 6 na 7 lipca sforsowała Berezynę sowiecka 16 Armia Nikołaja Sołłohuba i nacierała na zachód wiążąc walką wojska polskiej 4 Armii i Grupy Poleskiej gen. Władysława Sikorskiego. 
Naczelne Dowództwo Wojska Polskiego nakazało powstrzymanie wojsk sowieckiego Frontu Zachodniego na linii „dawnych okopów niemieckich” z okresu I wojny światowej.

## Walki pod Ladami
Po zwycięskiej walce pod Hrebionką 16 pułk piechoty  kontynuował odwrót w kierunku Świsłoczy. Na czele kolumny  maszerował pluton saperów. 
W tym czasie sowiecka 17 Dywizja Strzelców realizując pościg równoległy, wyprzedziła polski pułk i pod Ladami odcięła Polakom drogę odwrotu. 
16 pułk piechoty musiał się przebijać. W walce wzięli udział wszyscy żołnierze pułku, łącznie z taborytami. Kilkakrotnie dochodziło do walki „na bagnety”. Towarzysząca pułkowi 1 i 6 bateria 4 pułku artylerii polowej z odkrytych stanowisk ogniowych prowadziła skuteczny ogień do sowieckich tyralier i stanowisk broni maszynowej. Około 18:00 16 pułk piechoty opanował Lady i wspólnie z artylerzystami kontynuował nadal odwrót w nakazanym kierunku.